# El Chombo
El Chombo (* 27. Oktober 1969 in Panama-Stadt; eigentlich Rodney S. Clark) ist ein panamaischer Reggaeton-Künstler. Der Name „El Chombo“ bedeutet in einem Dialekt „der Braunhäutige“.

## Musik
El Chombo war Produzent des Songs Papi chulo … te traigo el mmmm (Sängerin: Lorna), welcher mit den Worten „Chombo loco“ beginnt und 2003 als eines der ersten Reggaeton-Stücke in Europa ein Hit wurde (Nummer eins in den französischen Charts, Top Ten in Griechenland, Italien und den Niederlanden).
2006 erschien sein Hit und Spaß-Rap Chacarron Macarron, dessen Musikvideos immer wieder als virales Internet-Phänomen in sozialen Medien und Videoportalen auftauchen. Dabei besteht der „Gesang“ fast durchgehend aus Nonsens-Gemurmel, was El Chombo auch den Zweitnamen El Mudo („der Stumme“) einbrachte.

## Diskografie
Alben
- Cuentos de la cripta 1 (enthält u. a. "Quiero sexo" mit Héctor y Tito)
- Cuentos de la cripta 2
- Cuentos de la cripta 3
- Cuentos de la cripta Remixes  (enthält u. a. "Mueve mami")
- Cuentos de la cripta 4 (enthält u. a. den Hit "Papi chulo" mit Lorna)
- Cuentos de la cripta Platinum

Daneben erschienen weitere Alben, zum Teil nur in Lateinamerika.
Singles
- 2006: Chacarron
- 2018: Dame tu cosita

## Auszeichnungen für Musikverkäufe
| Platin-Schallplatte - Polen - 2024: für die Single Dame tu cosita |

Anmerkung: Auszeichnungen in Ländern aus den Charttabellen bzw. Chartboxen sind in ebendiesen zu finden.
| Land/RegionAuszeichnungen für Musikverkäufe (Land/Region, Auszeichnungen, Verkäufe, Quellen) | Gold | Platin     | Verkäufe | Quellen  |
| -------------------------------------------------------------------------------------------- | ---- | ---------- | -------- | -------- |
| Polen (ZPAV)                                                                                 | —    | Platin1    | 50.000   | olis.pl  |
| Vereinigte Staaten (RIAA)                                                                    | —    | 7× Platin7 | 420.000  | riaa.com |
| Insgesamt                                                                                    | —    | 8× Platin8 |          |          |